# Jimo
Jimo (chinesisch 即墨区, Pinyin Jímò Qū) ist ein Stadtbezirk Qingdao in der Provinz Shandong, im Osten der Volksrepublik China. Sie wurde unter der Östlichen Zhou-Dynastie gegründet. Jimo hat eine Fläche von 1.920,9 km² und 1.248.900 Einwohner (Stand: Zensus 2019). Seit 2017 ist Jimo in 8 Unterbezirke und 7 Städte unterteilt.
Jimo hat ein gemäßigtes Monsunklima. Die jährliche Durchschnittstemperatur beträgt etwa 12,9 °C (55,2 °F) und der durchschnittliche jährliche Niederschlag beträgt 693,7 Millimeter.

## Verwaltungsgliederung

### Unterbezirke
- Unterbezirk Huanxiu (环秀街道)
- Unterbezirk Chaohai (潮海街道)
- Unterbezirk Tongji (通济街道)
- Unterbezirk Bei’an (北安街道)
- Unterbezirk Longshan (龙山街道)
- Unterbezirk Longquan (龙泉街道)
- Unterbezirk Aoshanwei (鳌山卫街道)
- Unterbezirk Wenquan (温泉街道)

### Städte
- Tianheng (田横镇)
- Jinkou (金口镇)
- Lingshan (灵山镇)
- Duanbolan (段泊岚镇)
- Yifengdian (移风店镇)
- Lancun (蓝村镇)
- Daxin (大信镇)

## Geschichte
Jimo wurde in der östlichen Zhou-Dynastie gegründet und war zu dieser Zeit die zweitgrößte Siedlung in Shandong. Die Belagerung von Jimo im Jahr 279 v. Chr. wurde mit einer List beendet, die in den Geschichtsbüchern Chinas verankert ist. Tian Dan war ein General des Staates Qi, der bereits 70 Städte an die Yan verloren hatte. Als Jimo, seine vorletzte Stadt, unter Beschuss stand, sammelte er mehr als 1.000 Ochsen, band ihnen scharfe Dolche an die Ohren, band Stroh an ihre Schwänze und kleidete sie in bunte Stoffe, damit sie wie Drachen aussahen. Mitten in der Nacht zündete das Qi die Schwänze an und trieb die Ochsen in Richtung des feindlichen Lagers. Die in Panik geratenen feindlichen Soldaten wurden ausgelöscht und die Qi eroberten alle verlorenen Städte zurück.
Am 6. März 1898 wurde die Stadt Tsimo (Jimo) Teil des Kiautschou Bay Pachtgebiets. Zur Zeit des Ersten Weltkriegs hatten die Deutschen einen kleinen Außenposten in Tsimo errichtet, der am 13. September 1914 während der Belagerung von Tsingtao von vorrückender japanischer Kavallerie eingenommen wurde. Nach Kriegsende wurde das Pachtgebiet Kiautschou Bay (zusammen mit Tsimo) an Japan abgetreten und 1922 wieder an die Chinesen zurückgegeben.

## Wirtschaft
Die Landwirtschaft basiert hauptsächlich auf dem Anbau von Getreide wie Weizen und Mais. Die Tierzucht besteht aus wie Schweine-, Rinder-, Schaf- und Geflügeleiern sowie verschiedenen Wasserprodukten wie Garnelen, Fisch und Schalentieren. Die Industrie umfasst die Lebensmittelproduktion, die Bekleidungsherstellung und andere Branchen und ist damit einer der 100 wichtigsten Landkreise.
In Jimo gibt es viele Industrieparks, einschließlich der Wirtschaftsentwicklungszonen der Provinzen, und viele Gemeinden und Unterbezirksämter haben ebenfalls Industrieparks. Zahlreiche Unternehmen des Parks werden von Korea finanziert.
Im Bereich Kleidung gibt es einige bekannte Marken wie „Red Collar“, „Jifa“ oder „Hengda“. Einige Bekleidungsgroßmärkte sind für ganz Shandong bis hin zu Nordchina Lieferzentren. Derzeit wurde der neue Jimo „New Clothing Wholesale Market“ mit einer Fläche von 270.000 Quadratmetern gebaut. Gleichzeitig fördert Jimo das Projekt West International Trade City, das nach seiner Fertigstellung voraussichtlich das größte Geschäftscluster nördlich des Jangtse in China sein wird.